# Charvieu-Chavagneux
Charvieu-Chavagneux este o comună în departamentul Isère din sud-estul Franței. În 2009 avea o populație de 7.744 de locuitori.

## Evoluția populației
| An        | 1975  | 1982  | 1990  | 1999  | 2006  | 2009  |
| --------- | ----- | ----- | ----- | ----- | ----- | ----- |
| Populație | 6.470 | 6.804 | 8.126 | 7.889 | 7.761 | 7.744 |